# Верхний Капчик
Верхний Капчик — упразднённое село в Володарском районе Астраханской области России. Входило в состав Алтынжарского сельсовета. Исключено из учётных данных в 1999 г.

## География
Село располагалось на протоке Тазовка рукава Камардан, в 10 км к юго-востоку от села Алтынжар, центра сельской администрации.
Климат умеренный, резко континентальный. Характеризуется высокими температурами летом и низкими — зимой, малым количеством осадков, а также большими годовыми и летними суточными амплитудами температуры воздуха.

## История
После революции 1917 года вошло в состав Цветновского сельсовета Володарского района. С 1931 г. в составе Зеленгинского района. В 1951 году передано в Корневский сельсовет. С 1963 г. в составе Красноярского района, а с 1965 г. вновь в Володарском. В 1967 году передано в Новинский сельсовет, в 1968 году в Алтынжарский. Исключен из учётных данных законом Астраханского облсобрания от 11 мая 1999 года.